# Helvaci Ersan David
Helvaci Ersan David (Budapest, 1990. szeptember 1. –) török és magyar származású magyar színész.

## Életpályája
Édesapja török, édesanyja magyar. 2018-ban kapta meg színészi diplomáját a Kaposvári Egyetem Rippl-Rónai Művészeti Karán, Uray Péter osztályában. Egyetemistaként gyakorlati idejét a zalaegerszegi színházban töltötte, de játszott a budapesti Katona József Színházban és Szombathelyen a Mesebolt Bábszínházban is. 2018-tól a zalaegerszegi Hevesi Sándor Színház társulatának tagja.

## Színházi szerepei
- Verebes Ernő: Don Quijote... szereplő (Nemzeti Színház)
- Illaberek... szereplő (Katona József Színház)
- Simon Stephens: Harper Regan... Tobias (Kamra)
- Galuska László Pál: Fehér Ló Fia... Fanyűvő (Mesebolt Bábszínház)
- William Shakespeare: Rómeó és Júlia... Rómeó, Péter, Baltazár  (Sztalker Csoport – rendező: ifj. Vidnyánszky Attila; Vecsei H. Miklós)
- William Shakespeare: Rómeó és Júlia... Paris
- Molière: Tartuffe... Valér
- Ray Cooney: Család ellen nincs orvosság... Leslie
- Ray Cooney: Páratlan páros... Bobby Franklin
- Déry Tibor – Pós Sándor – Presser Gábor – Adamis Anna: Képzelt riport egy amerikai popfesztiválról... René
- J. M. Barrie – Selmeczi Bea: Pán Péter... Michael Darling
- Arthur Miller: Ördögűzők... Duck; Sarah Good
- Arthur Miller: Az ügynök halála... Bernard
- Francis Veber: Bérgyilkos a barátom... Rendőr
- Tolcsvay László – Müller Péter – Müller Péter Sziámi: Isten pénze... Péter
- Sütő András: Advent a Hargitán... Stég Antal
- Müller Péter: A vihar kapujában... Szerzetes
- William Shakespeare: A windsori víg nők... Kence, Keszeg szolgája
- Moravetz Levente – Balásy Szabolcs: Zrínyi 1566... Gerecs Bartolus, hadnagy
- Moravetz Levente – Balásy Szabolcs – Horváth Krisztián: A fejedelem... János
- Claude Magnier: Oscar... Christian Martin, szappanmenedzser
- Tracy Letts: Augusztus Oklahomában... Kicsi Charles Aiken
- Jókai Mór – Böhm György – Korcsmáros György – Tolcsvay Béla – Tolcsvay László: A kőszívű ember fiai... Jenő
- Békés Pál – Várkonyi Mátyás: A félőlény... Csupánc
- Vajda Katalin: Legyetek jók, ha tudtok... Cirifischio
- Fodor László: Érettségi... Rudnay Tamás
- Arne Sultan – Earl Barett – Ray Cooney: A feleség negyvennél kezdődik... Leonard
- Szüle Mihály – Harmath Imre – Walter László: Egy bolond százat csinál... Sofőr, pincér
- Mikszáth Kálmán: A Noszty fiú esete Tóth Marival... Rikkancs
- Moravetz Levente – Bozó László: Volt egy seregünk... Harmadik katona
- Szörényi Levente – Bródy János: Kőműves Kelemen... Mihály
- Eric Toledano – Olivier Nakache – Molnár Anna – Perczel Enikő – Szabó Máté : Életrevalók... Driss

## Filmek, TV
- A Nap utcai fiúk (2007)... Szúnyog
- Koccanás (2009)... Deszkás fiú
- Veszettek (2015)... Oszi
- Advent a Hargitán (színházi előadás tv-felvétele) (2019)... Stég Antal
- Legyetek szeretettel (2023) ...templomi fiatalember

## Díjai, elismerései
- Terminátor-díj (2019)[1]
- Cserebogár-díj (2022)[2]
- Terminátor-díj (2022)